# Гимнастический жгут
Гимнастический жгут — специальный, обычно, резиновый жгут — ручной спортивный тренажёр, используемый в различных видах спорта для силовых тренировок, помогая развивать силу, скорость и выносливость различных мышц тела спортсмена.
Тренировки со спортивным жгутом очень эффективны, поэтому спортсмены широко пользуются ими для разминки и специальной подготовки.

## Применение в спорте
Упражнения со жгутом предназначены для спортсменов, занимающихся такими видами спорта как: тяжёлая атлетика, борьба, бокс. В других видах спорта спортсмены также используют упражнения без отягощений с применением жгутов, это могут быть смешанные единоборства, кикбоксинг, самбо, дзюдо, а также зимние виды спорта.

## Упражнения со жгутом
В тяжёлой атлетике жгут обычно применяется в качестве дополнительной нагрузки в конечной точки амплитуды движения при выполнении упражнения (иногда вместо жгутов применяют цепи) в таких упражнениях как: жим штанги лёжа или в наклоне, приседание со штангой на плечах и др. Для начинающих спортсменов жгуты помогают в выполнении достаточно сложных и силовых упражнениях, требующих хорошей подготовки, например, можно облегчить работу с подтягиваниями, прикрепляя жгут к турнику и к ногам спортсмена, таким образом жгут "уменьшит" вес тела и позволит выполнить упражнение с большим количеством повторений.

## Особенности использования
Основное преимущество жгута перед любым изотоническим тренажёром — будь то блоки, свободные отягощения или машины — это переменное линейное сопротивление (ПЛС): чем больше растягивать жгут, тем больше его сопротивление. На блоке сопротивление остаётся постоянным в течение всего упражнения. ПЛС заставляет больше использовать быстрые мышечные волокна, рост которых и делает спортсмена большим и сильным. При ПЛС большее усилие применяется в конце движения, что позволяет более точечно прорабатывать группы мышц. Например, при выполнении махов в стороны со жгутом можно сильнее развить внутреннюю часть пекторальных мышц.